# Agathosma stokoei
Agathosma stokoei är en vinruteväxtart som beskrevs av Neville Stuart Pillans. Agathosma stokoei ingår i släktet Agathosma och familjen vinruteväxter. Inga underarter finns listade i Catalogue of Life.